# Шувалово (Озёрский район)
Шувалово (до 1938 — Гросс Виштекен (нем. Groß Wischtecken), до 1947 — Ульрихсдорф (нем. Ullrichsdorf)) — посёлок в Озёрском городском округе Калининградской области. До 2014 года входил в состав Красноярского сельского поселения.

## Население
| 1910 | 1933 | 1939 | 2002 | 2010 |
| ---- | ---- | ---- | ---- | ---- |
| 221  | ↗292 | ↗329 | ↘113 | ↗114 |

## История
В 1910 году в Гросс Виштекене проживал 221 человек, в 1933 году — 292 человека, в 1939 году — 329 человек.
В 1938 году Гросс Виштекен был переименован в Ульрихсдорф, в 1946 году — в поселок Шувалово.